# 8348 Бхаттачарійя
8348 Бхаттачарійя (8348 Bhattacharyya) — астероїд головного поясу, відкритий 26 січня 1988 року.
Тіссеранів параметр щодо Юпітера — 3,914.